# Hermann Müri
Hermann Müri (* 14. August 1874 in Schinznach-Dorf; † 26. April 1938 in Turgi) war ein Schweizer Gewerkschafter und Politiker (SP). Er gilt als einer der Pioniere der Arbeiterbewegung im Kanton Aargau und vertrat die SP von 1919 bis 1938 im Nationalrat.

## Biografie
Müri verlor früh seinen Vater. Da seine Mutter nicht für ihn sorgen konnte, kam er als Verdingkind auf das Bauerngut Strohegg bei Wildegg, wo er landwirtschaftliche Arbeiten verrichten musste. 1890 begann er in Lenzburg eine Lehre als Schneider. Zweieinhalb Jahre später begab er sich auf Wanderschaft, die ihn nach Deutschland führte. Er kam dort mit der Arbeiterbewegung in Berührung und trat 1894 der Sozialdemokratischen Partei Deutschlands bei. Zurück in der Schweiz erhielt er 1898 die Möglichkeit, beim Elektrotechnikunternehmen Brown, Boveri & Cie. in Baden eine zweite Berufslehre als Wickler zu absolvieren. Er war die nächsten neun Jahre als Fabrikarbeiter tätig und kümmerte sich während dieser Zeit um die Aufklärung und Organisation der Arbeiterschaft der Region Baden.
1907 wurde Müri zum ersten Arbeitersekretär des Kantons Aargau gewählt – eine Tätigkeit, die er die nächsten drei Jahrzehnte ausübte. Seine politische Karriere begann 1909 mit der Wahl in den Gemeinderat seiner Wohngemeinde Turgi. Dort wurde er zwar 1921 abgewählt, doch vier Jahre später gelang ihm der Wiedereinzug. Ab 1931 amtierte er als Gemeindeammann. Ebenfalls im Jahr 1909 war er in den Aargauer Grossen Rat gewählt worden. Im Kantonsparlament war er der erste, der einen gesetzlichen Ladenschluss forderte. 1926/27 stand er dem Grossen Rat als Präsident vor.
1917 kandidierte Müri bei den Nationalratswahlen, wegen des damals noch verwendeten Majorzwahlrechts jedoch ohne Erfolg. Im Jahr 1919, als erstmals das Proporzwahlrecht zur Anwendung kam, gelang ihm der Einzug in den Nationalrat. Im Parlament setzte er sich vor allem für die Arbeitssicherheit ein. Ebenfalls 1919 übernahm Müri das Amt des Präsidenten der Aargauer SP-Kantonalpartei. Darüber hinaus war er im Vorstand der Schweizer SP vertreten sowie Ausschussmitglied des Schweizerischen Gewerkschaftsbundes. 1938 verstarb er an einem Herzinfarkt.